# Canal de Caronte
El canal de Caronte es un canal navegable del sur de Francia que conecta la laguna de Berre con el mar Mediterráneo (golfo de Fos), en el departamento de Bocas del Ródano. Dentro del canal hay una serie de puertos industriales, comerciales y de recreo, siendo especialmente destacable el de Lavéra, donde está una refinería de petróleo.
Tiene una longitud de 6,5 km y una anchura de 250 m. Su profundidad actualmente es de 10 m.  

## Historia
El étang de Berre se cerró alrededor de 7000 a. C.. Después de la transgresión flandriense, la llanura se llenó a través de un valle de erosión que incidía sobre el macizo calcáreo. Este pasaje fue llenado por la acumulación de sedimentos, aislando el estanque del mar Mediterráneo.

## Infraestructuras

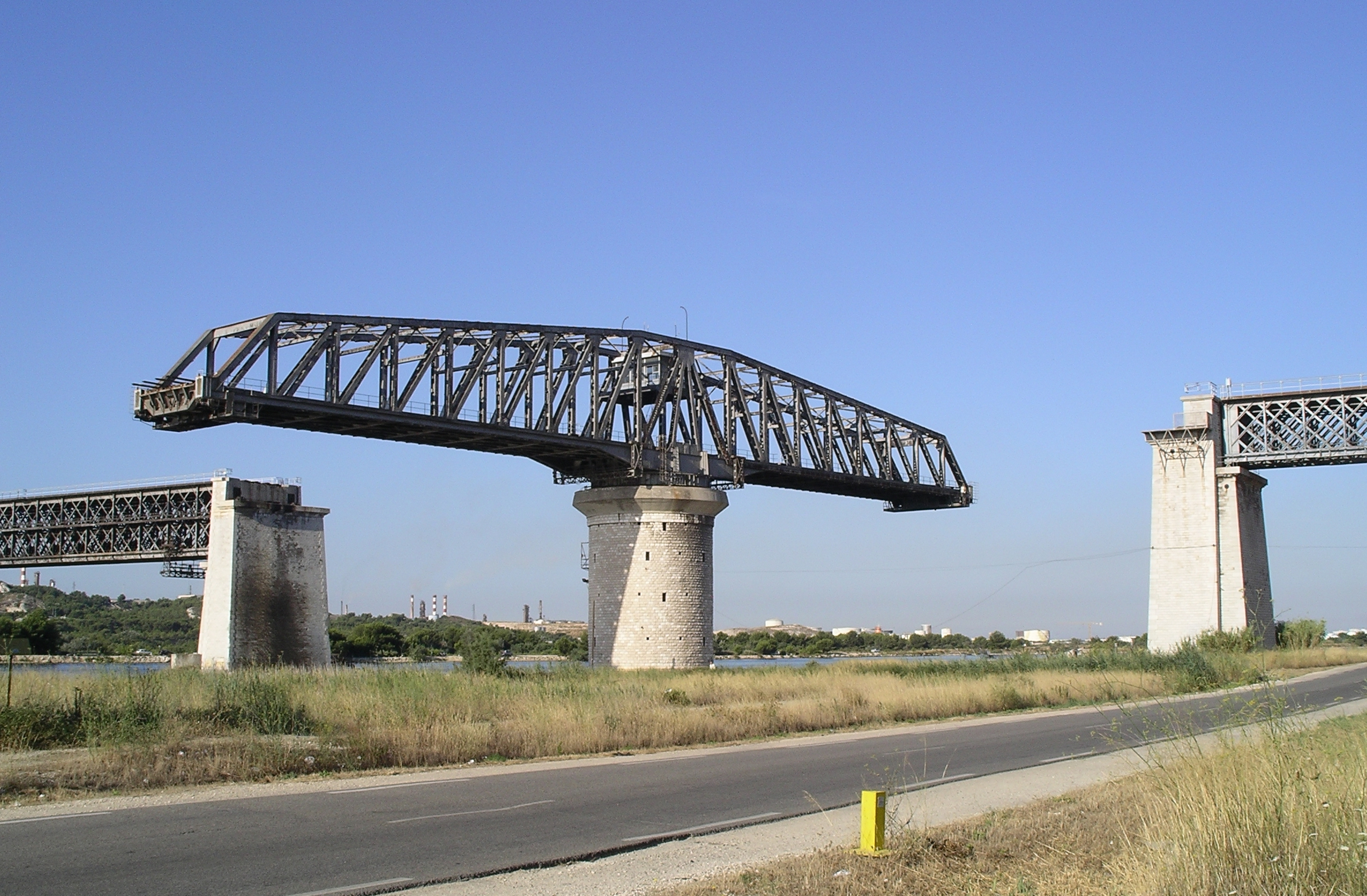
Viaducto de Caronte (puente pivotante)

El canal atraviesa la ciudad de Martigues, cortando una isla bordeada de muelles que dan a la ciudad un aire de »Venecia provenzal» («Venise provençale»). En uno de los brazos del canal, en la ciudad de Martigues, un puente levadizo fue construido para permitir el paso de barcos de más de un metro de altura, y en particular, las refinerías de petróleo de La Mede y  Berre.
La línea de ferrocarril de Marsella a Miramas via  Port-de-Bouc atraviesa el canal gracias a un viaducto metálico construido en 1915. De casi un kilómetro de longitud, cruza el canal a casi 25 m por encima del nivel de la agua. Esta altura no permite el paso de grandes buques, y por eso la parte central del viaducto fue montada en un eje pivotante, que permite girar la línea de ferrocarril el tiempo necesario para permitir el paso de buques de gran tamaño. El puente de Caronte es un espécimen excepcional de la arquitectura ferroviaria.